# Unterseeboot 590
L'Unterseeboot 590 ou U-590 est un sous-marin allemand (U-Boot) de type VIIC utilisé par la Kriegsmarine pendant la Seconde Guerre mondiale.
Le sous-marin fut commandé le 16 janvier 1940 à Hambourg (Blohm & Voss), sa quille fut posée le 31 octobre 1940, il fut lancé le 6 août 1941 et mis en service le 2 octobre 1941, sous le commandement du Kapitänleutnant Heinrich Müller-Edzards.
Il fut coulé par des charges de profondeur de l'aviation américaine au large du Brésil, en juillet 1943.

## Conception
Unterseeboot type VII, l'U-590 avait un déplacement de 769 tonnes en surface et 871 tonnes en plongée. Il avait une longueur totale de 67,10 m, un maître-bau de 6,20 m, une hauteur de 9,60 m et un tirant d'eau de 4,74 m. Le sous-marin était propulsé par deux hélices de 1,23 m, deux moteurs diesel Germaniawerft M6V 40/46 de 6 cylindres en ligne de 1 400 cv à 470 tr/min, produisant un total de 2 060 à 2 350 kW en surface et de deux moteurs électriques BBC GG UB 720/8 de 375 cv à 295 tr/min, produisant un total 550 kW, en plongée. Le sous-marin avait une vitesse en surface de 17,7 nœuds (32,8 km/h) et une vitesse de 7,6 nœuds (14,1 km/h) en plongée. Immergé, il avait un rayon d'action de 80 milles marins (150 km) à 4 nœuds (7,4 km/h; 4,6 milles par heure) et pouvait atteindre une profondeur de 230 m. En surface son rayon d'action était de 8 500 milles nautiques (soit 15 700 km) à 10 nœuds (19 km/h). 
L'U-590 était équipé de cinq tubes lance-torpilles de 53,3 cm (quatre montés à l'avant et un à l'arrière) qui contenait quatorze torpilles. Il était équipé d'un canon de 8,8 cm SK C/35 (220 coups) et d'un canon antiaérien de 20 mm Flak. Il pouvait transporter 26 mines TMA ou 39 mines TMB. Son équipage comprenait 4 officiers et 40 à 56 sous-mariniers.

## Historique
Il s'entraîne tout d'abord dans la 6. Unterseebootsflottille jusqu'au 1er avril 1942 puis intègre son unité de combat dans cette même flottille
Sa première patrouille au départ de Kiel le 4 avril 1942, le conduit dans l'Atlantique Nord entre les Îles Féroé et les Îles Shetland. L'U-590 arriva à Saint-Nazaire (qui reste son port d'attache jusqu'à sa perte), en France occupée le 17 avril.
Sa deuxième patrouille d'une durée de 54 jours, se déroule dans le centre de l'Atlantique, il ne rencontre aucun succès.
Sa troisième patrouille, d'une durée de cent-six jours, fut sa plus longue. Il navigue dans le Golfe de Gascogne jusqu'au 28 août pour mettre le cap au sud le 1er septembre. Il atteint les côtes marocaines du Sahara occidental le 14 septembre, puis celles de la Sierra Leone et du Libéria le 9 octobre. Au retour, il se ravitaille auprès de l'U-460, passant par le sud-est des Îles du Cap Vert, le 1er novembre. Il retrouve Saint-Nazaire le 24 novembre.
Il connaît son premier succès le 31 janvier 1943 à 2 h 15 du matin, lorsqu'il torpille le navire marchand Jamaica Producer. Contre toute attente, ce navire réussit à rejoindre un port. Il est par la suite réparé et remis en service en mai 1943. Ce navire survécut à la guerre.
Onze jours plus tard (le 21 mars), un membre d'équipage se casse le bras dans l'Atlantique.
Le sous-marin coule le navire marchand brésilien Pelotaslóide près de l'embouchure de l'Amazone, au Brésil, le 4 juillet 1943. Le navire était en attente de remorquage pour entrer dans Salinas lorsqu'il fut torpillé.
L'U-590 est coulé le 9 juillet 1943 par des charges de profondeur d'un PBY Catalina du VP-94, près de l'estuaire de l'Amazone, à la position géographique 3° 22′ N, 48° 38′ O.
Les 45 membres d'équipage sont morts dans cette attaque.

## Affectations
- 6. Unterseebootsflottille du 2 octobre 1941 au 1er avril 1942 (Période de formation).
- 6. Unterseebootsflottille du 1er avril 1942 au 9 juillet 1943 (Unité combattante).

## Commandement
- Kapitänleutnant Heinrich Müller-Edzards du 2 octobre 1941 au 7 juin 1943.
- Oberleutnant zur See Werner Krüer du 7 juin 1943 au 9 juillet 1943.

## Patrouilles
|       | Commandant                     | Départ          | Départ        | Arrivée          | Arrivée       | Jours     | Succès   |
| ----- | ------------------------------ | --------------- | ------------- | ---------------- | ------------- | --------- | -------- |
| 1     | Oblt. Heinrich Müller-Edzards  | 4 avril 1942    | Kiel          | 17 avril 1942    | Saint-Nazaire | 14 jours  |          |
| 2     | Oblt. Heinrich Müller-Edzards  | 3 mai 1942      | Saint-Nazaire | 25 juin 1942     | Saint-Nazaire | 54 jours  |          |
| 3     | Oblt. Heinrich Müller-Edzards  | 11 août 1942    | Saint-Nazaire | 24 novembre 1942 | Saint-Nazaire | 106 jours |          |
| 4     | Kptlt. Heinrich Müller-Edzards | 31 janvier 1943 | Saint-Nazaire | 12 avril 1943    | Saint-Nazaire | 72 jours  | 5 464    |
| 5     | Oblt. Werner Krüer             | 8 juin 1943     | Saint-Nazaire | 9 juillet 1943   | Coulé         | 32 jours  | 5 228    |
| Total | Total                          | Total           | Total         | Total            | Total         | 278 jours | 10 692 t |

Note : Oblt. = Oberleutnant zur See - Kptlt. = Kapitänleutnant

### Opérations Wolfpack
L'U-590 opéra avec les Rudeltaktik (meute de loups) durant sa carrière opérationnelle.
- Hecht (8 mai - 18 juin 1942)
- Blücher (14-20 août 1942)
- Iltis (6-23 septembre 1942)
- Neuland (8-13 mars 1943)
- Dränger (14-20 mars 1943)
- Seewolf (21-30 mars 1943)

## Navire(s) coulé(s)
L'U-590 coula 1 navire marchand de 5 228 tonneaux et endommagea 1 navire marchand de 5 464 tonneaux au cours des 5 patrouilles (278 jours en mer) qu'il effectua.
| Date           | Nom              | Nationalité | Tonnage | Convoi | Fait      | Localisation         |
| -------------- | ---------------- | ----------- | ------- | ------ | --------- | -------------------- |
| 11 mars 1943   | Jamaica Producer | Royaume-Uni | 5 464   | HX 228 | Endommagé | 51° 14′ N, 29° 18′ O |
| 4 juillet 1943 | Pelotaslóide     | Brésil      | 5 228   | -      | Coulé     | 0° 24′ S, 47° 36′ O  |